# Осичківська сільська рада (Савранський район)
Осичкі́вська сільська́ ра́да — колишня  адміністративно-територіальна одиниця та орган місцевого самоврядування в Савранському районі Одеської області. Адміністративний центр — село Осички.

## Загальні відомості
- Територія ради: 43,13 км²
- Населення ради: 2 531 особа (станом на 2001 рік)
- Територією ради протікають річки Саврань, Яланець

## Населені пункти
Сільській раді були підпорядковані населені пункти:
- с. Осички

## Населення
Згідно з переписом УРСР 1989 року чисельність наявного населення сільської ради становила 2511 осіб, з яких 1079 чоловіків та 1432 жінки.
За переписом населення України 2001 року в сільській раді мешкало 2509 осіб.

### Мова
Розподіл населення за рідною мовою за даними перепису 2001 року:
| Мова       | Відсоток |
| ---------- | -------- |
| українська | 98,54 %  |
| російська  | 1,15 %   |
| вірменська | 0,20 %   |
| молдовська | 0,08 %   |

## Склад ради
Рада складається з 16 депутатів та голови.
- Голова ради: Гончарук Володимир Павлович
- Секретар ради: Лісніченко Наталія Григорівна

### Керівний склад попередніх скликань
| Прізвище, ім'я, по батькові | Основні відомості                                    | Дата обрання | Дата звільнення |
| --------------------------- | ---------------------------------------------------- | ------------ | --------------- |
| Гончарук Володимир Павлович | Сільський голова, 1959 року народження, безпартійний | 26.03.2006   | ---             |

Примітка: таблиця складена за даними сайту Верховної Ради України

### Депутати
За результатами місцевих виборів 2010 року депутатами ради стали:

#### За суб'єктами висування
| Суб'єкт висування | Кількість обраних депутатів | %    |
| ----------------- | --------------------------- | ---- |
| Партія регіонів   | 14                          | 87,5 |
| Народна партія    | 2                           | 12,5 |

#### За округами
| № округу        | Прізвище, ім'я, по батькові    | Дата визнання обраним | Освіта             | Партійна приналежність | Відомості про обраного депутата                                          |
| --------------- | ------------------------------ | --------------------- | ------------------ | ---------------------- | ------------------------------------------------------------------------ |
| Народна Партія  |                                |                       |                    |                        |                                                                          |
| 6               | Бевз Сергій Іванович           | 03.11.2010            | середня            | позапартійний          | ТОВ"Саврань-Експрес", водій                                              |
| 15              | Бондар Любов Павлівна          | 03.11.2010            | вища               | член Народної партії   | Осичківська загальноосвітня школа, вчитель                               |
| Партія регіонів |                                |                       |                    |                        |                                                                          |
| 1               | Зелінський Олександр Дмитрович | 03.11.2010            | вища               | член Партії регіонів   | Осичківська загальноосвітня школа, вчитель                               |
| 2               | Мостовий Володимир Антонович   | 03.11.2010            | середня            | член Партії регіонів   | Савранський завод продтоварів, завідувач складу                          |
| 3               | Бровко Юрій Петрович           | 03.11.2010            | середня спеціальна | член Партії регіонів   | Осичківська ветеринарна дільниця, ветеринарний фельдшер                  |
| 4               | Лісніченко Наталія Григорівна  | 03.11.2010            | вища               | член Партії регіонів   | Осичківська сільська рада, секретар                                      |
| 5               | Мостова Лідія Петрівна         | 03.11.2010            | вища               | член Партії регіонів   | Осичківська загальноосвітня школа, вчитель                               |
| 7               | Мостова Любов Миколаївна       | 03.11.2010            | середня спеціальна | член Партії регіонів   | Осичківське поштове відділення зв"язку                                   |
| 8               | Володівщук Валентина Павлівна  | 03.11.2010            | середня спеціальна | член Партії регіонів   | відділ реєстрації актів цивільного стану, начальник                      |
| 9               | Жирун Юрій Володимирович       | 03.11.2010            | середня спеціальна | член Партії регіонів   | Савранський завод продтоварів, завідувач току                            |
| 10              | Дужій Лариса Сергіївна         | 03.11.2010            | вища               | член Партії регіонів   | дитячий садочок «Малятко», завідувачка                                   |
| 11              | Бушанська Альона Анатоліївна   | 03.11.2010            | вища               | член Партії регіонів   | Осичківська загальноосвітня школа, вчитель                               |
| 12              | Цибулько Наталя Дмитрівна      | 03.11.2010            | вища               | член Партії регіонів   | Савранська районна державна адміністрація, спеціаліст юридичного відділу |
| 13              | Павленко Світлана Миколаївна   | 03.11.2010            | вища               | член Партії регіонів   | тимчасово не працює                                                      |
| 14              | Конюченко Віктор Анатолійович  | 03.11.2010            | середня спеціальна | член Партії регіонів   | Осичківський будинок культури, директор                                  |
| 16              | Конюченко Микола Якович        | 03.11.2010            | вища               | член Партії регіонів   | пенсіонер                                                                |